# Богушівсько-Вічинська община євангельських християн
31 серпня 1929 року, рішенням Волинського Воєводи за № 4389/2/Адм, була зареєстрована Богушівсько-Вічинська община євангельських християн. З 1929 року по 1943 рік пастиром общини був Бохонюк Стефан Якович, а з 1944 по 1960 роки — Євсей Андрійович Рублюк. Окремі дослідники по відношенню до членів цієї общини вживають термін «Стефановці», по аналогії з іменем пастира. Проти таких аналогій Стефан Бохонюк виступав категорично. Діяльність общини, згідно вимог тодішньої польської влади, мала вестись в рамках Статуту спілки слов"янських громад євангельських християн і баптистів у Польщі [Архівовано 26 березня 2022 у Wayback Machine.], затвердженого 21 лютого 1927 року.
Духовно-символічне розуміння Біблії, яке практикував Стефан Бохонюк, було сприйнято і збережено родинами Хоміків та Васюків, які в 2020 році  передали  [Архівовано 9 лютого 2022 у Wayback Machine.] оригінали його брошур  в Державний архів Волинської області [Архівовано 28 лютого 2022 у Wayback Machine.].  В 2022 році видано книгу Стефана Бохонюка   "Євангельські альманахи" [Архівовано 26 березня 2022 у Wayback Machine.]
Молитовні зібрання проходили по суботах та неділях в селах: Богушівка — в помешканні С.Бохонюка,Великі Березолупи — в помешканні Никифора Андрійовича Хоміка,1880 року народження, чеській колонії Чехівщина в помешканні Михайла Івановича Денисюка,1881 року народження та в селі Вічині в помешканні Василя Гавриловича Кучинського,1877 року народження,Береськ в помешканні Євсея Андрійовича Рублюка.
В 1944 році на території Радянського Союзу відбулось об"єднання общин євангельських християн і общин баптистів в Церкву євангельських християн-баптистів.
За допомогою сайту Церкви "Євангельська дорога" в 2024 році відновлено спілкування християн, які практикують духовно-символічне розуміння Біблії.

##### Пісноспіви Богушівсько-Вічинської общини євангельських християн
- Пісноспів на тему 22 Псалма
- Пісноспів на тему 39 Псалма
- Пісноспів на тему 66 Псалма
- Пісноспів під назвою "Вогник"
- Пісноспів під назвою "Блажен"
- Пісноспів під назвою "Бийте тривогу"

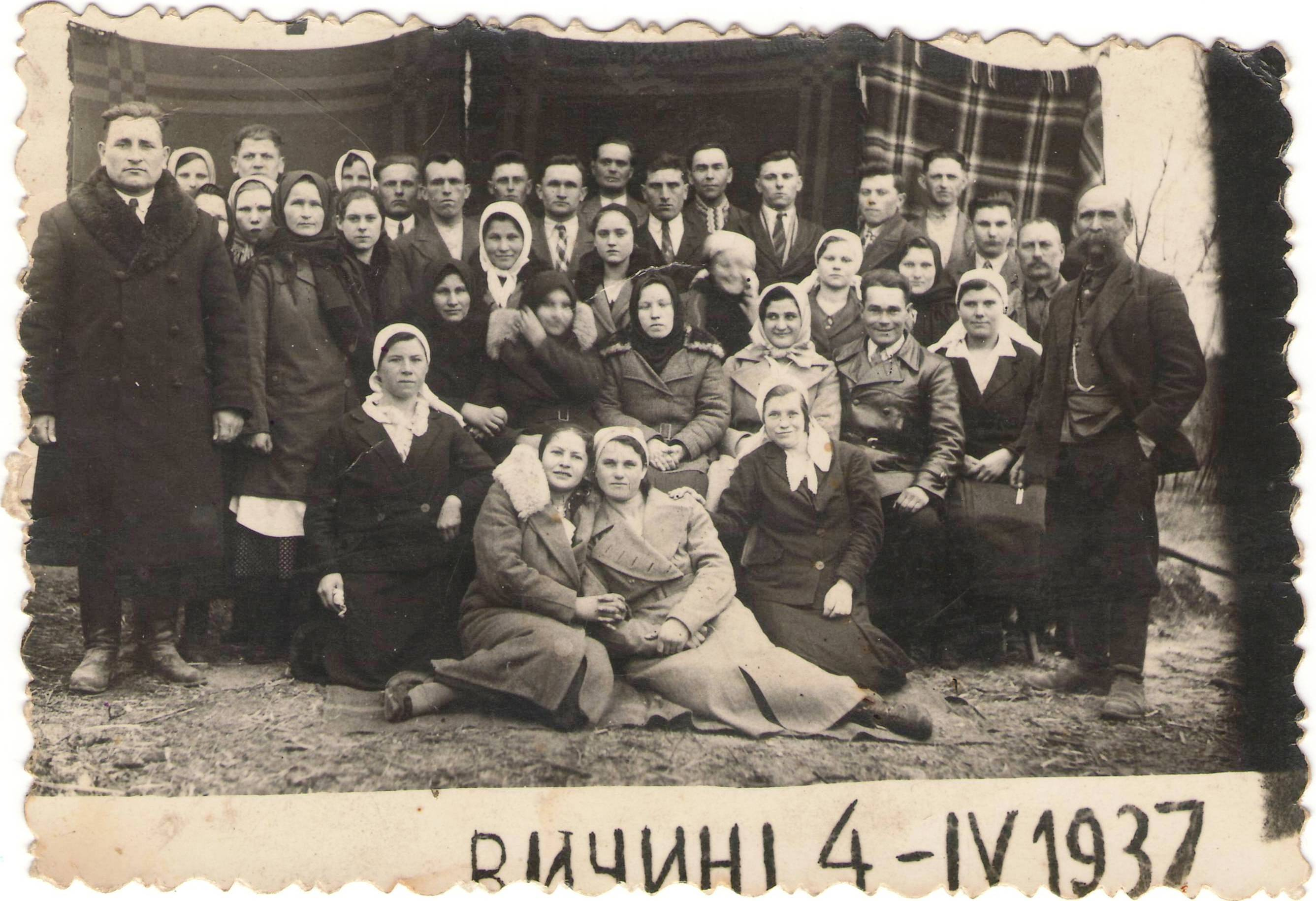
Члени общини із села Вічині. 1937 рік.

## Посилання

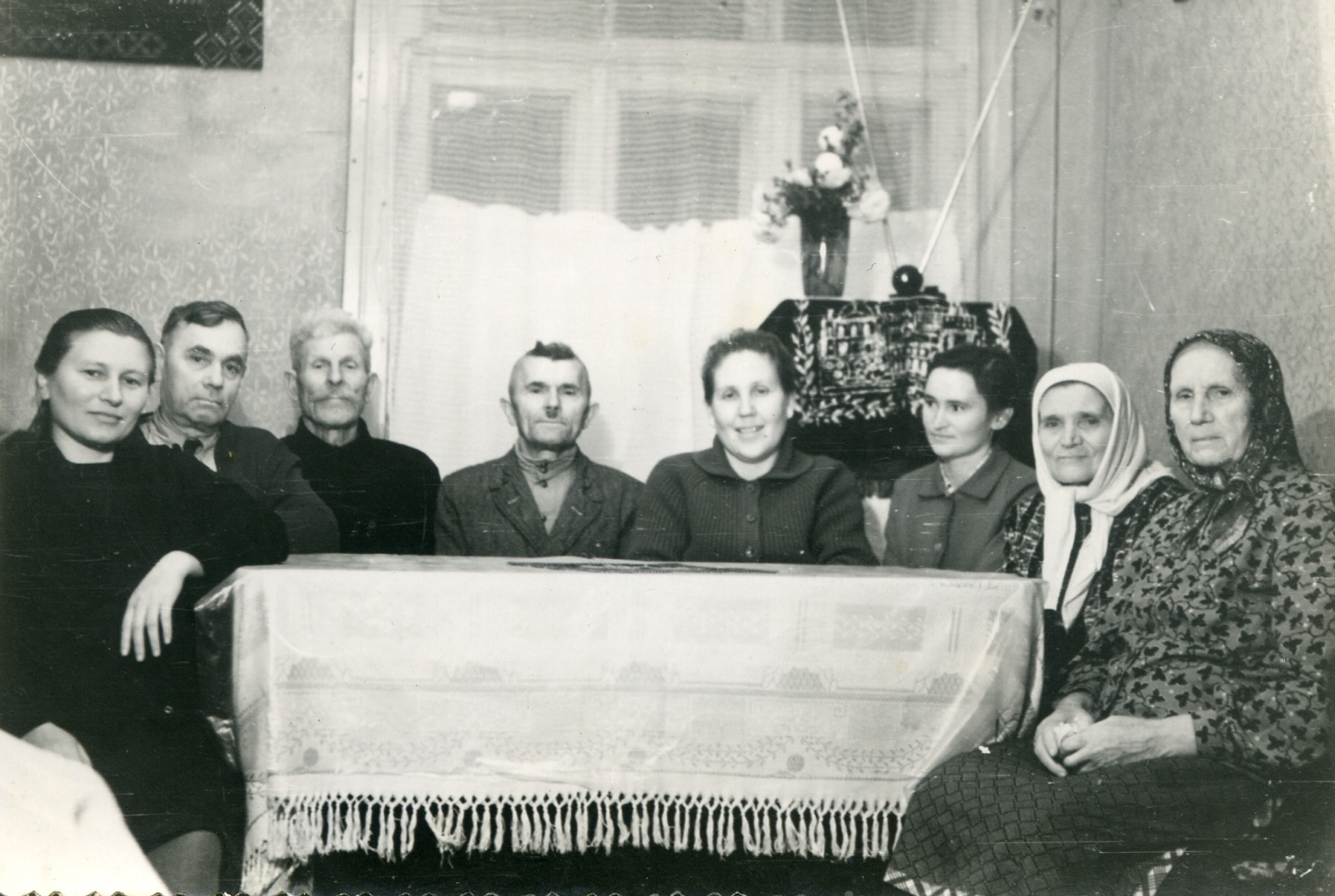
Луцька група общини.Сімдесяті роки ХХ століття.
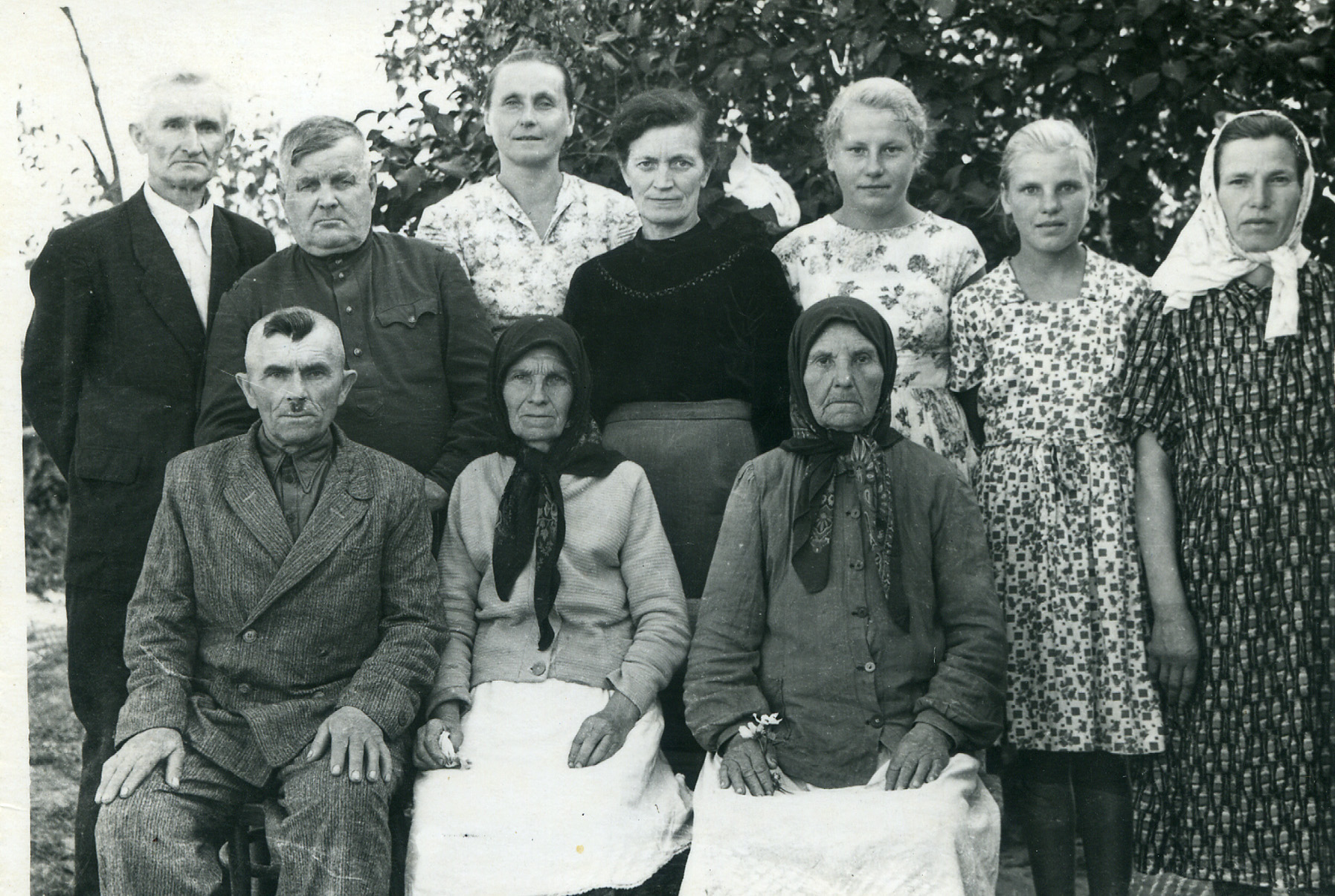
Луцька група общини.Вісімдесяті роки ХХ століття.
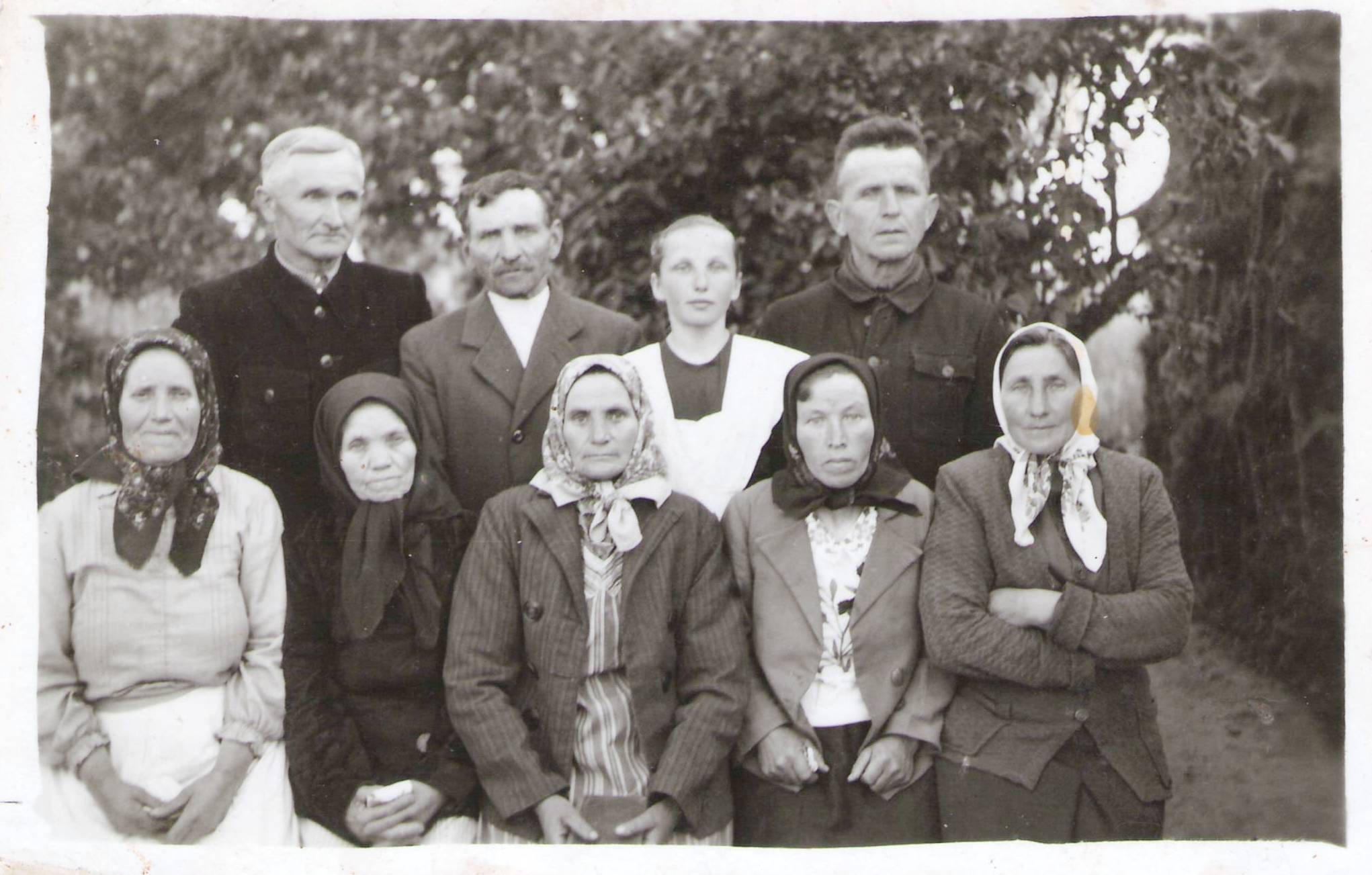
Група віручих з села Великі Березолупи.Тридцяті роки ХХ століття.
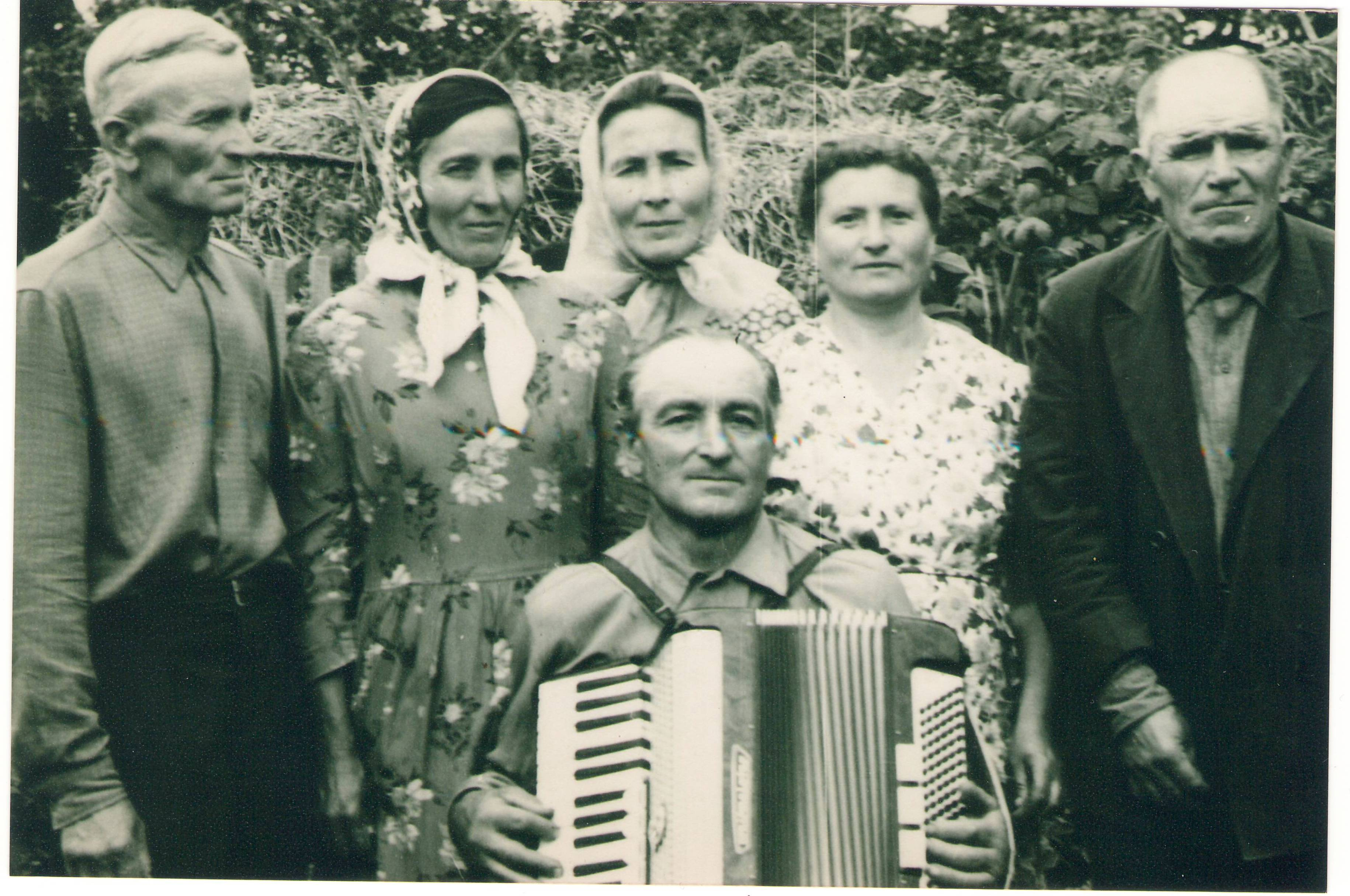
Група віручих з колонії Чехівщина.Тридцяті роки ХХ століття.
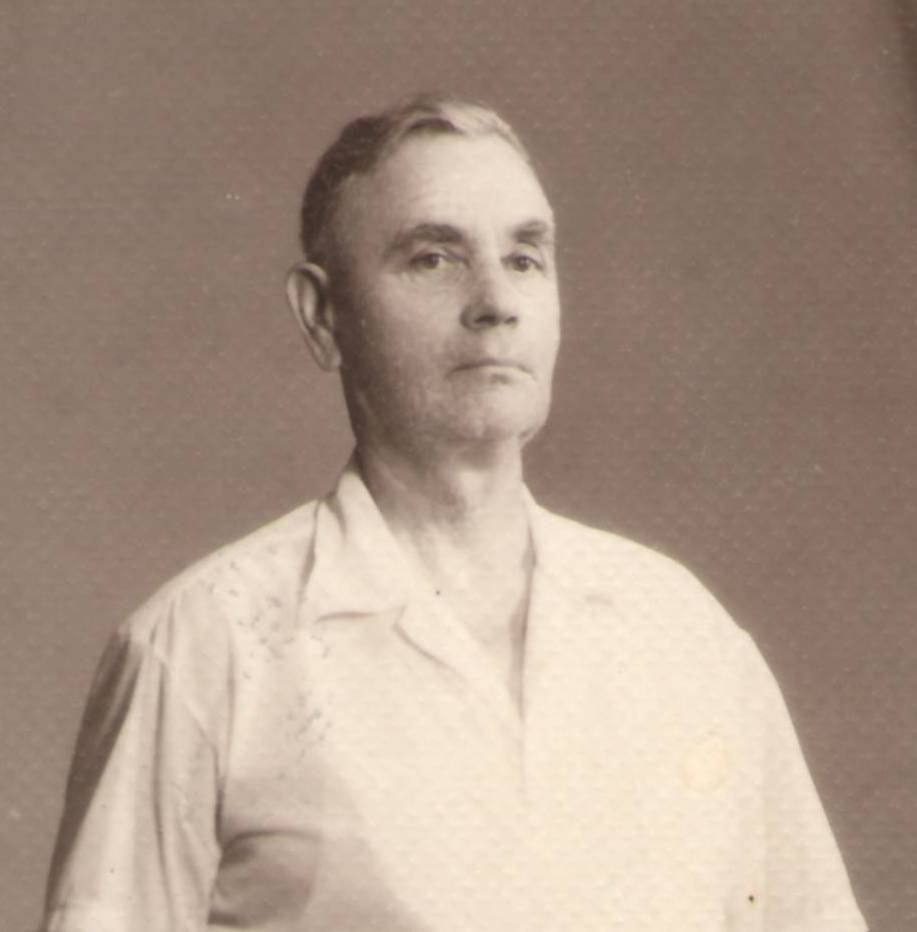
Йосип Харитонович Васюк-розповсюджувач євангельських альманахів, організатор Луцької громади (1907—1993 рр.